# Стошовице (гмина)
Стошовице (пол. Stoszowice) — сельская гмина (волость) в Польше, входит как административная единица в Зомбковицкий повет, Нижнесилезское воеводство. Население 5613 человек (на 2004 год).

## Демография
| Перепись                       | Всего   | Всего | Женщины | Женщины | Мужчины | Мужчины |
| ------------------------------ | ------- | ----- | ------- | ------- | ------- | ------- |
| Единицы                        | человек | %     | человек | %       | человек | %       |
| Население                      | 5613    | 100   | 2829    | 50,4    | 2784    | 49,6    |
| Плотность населения (чел./км²) | 51,1    | 51,1  | 25,8    | 25,8    | 25,4    | 25,4    |

## Сельские округа
1. Будзув
2. Гродзище
3. Емна
4. Лютомеж
5. Миколаюв
6. Пшедборова
7. Ружана
8. Рудница
9. Сребрна-Гура
10. Стошовице
11. Жданув

## Поселения
1. Будзув-Колёня
2. Гродзище-Колёня
3. Лютомеж-Колёня
4. Стошовице-Колёня

## Соседние гмины
1. Гмина Бардо
2. Гмина Дзержонюв
3. Гмина Клодзко
4. Гмина Нова-Руда
5. Пилава-Гурна
6. Гмина Зомбковице-Слёнске